# Splendrillia tantula
Splendrillia tantula is een slakkensoort uit de familie van de Drilliidae. De wetenschappelijke naam van de soort is voor het eerst geldig gepubliceerd in 1934 door Bartsch.